# Foster City
Foster City è una città di fondazione degli Stati Uniti d'America, situata nella contea di San Mateo dello Stato della California. Dal 1º ottobre 2012 vi ha sede la Visa. 
Secondo il censimento degli Stati Uniti d'America del 2010, la città ha una popolazione totale di 30 567 abitanti. A volte Foster City viene considerata all'interno della Silicon Valley per le sue industrie e la sua prossimità con le città della Silicon Valley. Foster City è una delle città americane più sicure con una media di un omicidio ogni dieci anni.

## Storia
Foster City è stata fondata negli anni Sessanta riempiendo ingegneristicamente con dei rifiuti le paludi della Baia di San Francisco, nella parte est di San Mateo. La città porta il nome di T. Jack Foster, un magnate immobiliare che possedeva la maggior parte delle terre che comprendevano la città e che fu molto importante nel suo design iniziale. La compagnia successiva, guidata dai suoi successori, è ancora attiva nel campo immobiliare nella Baia di San Francisco.
La rivista Forbes ha posizionato Foster City al decimo posto nella America's Top 25 Towns to Live Well del 2009. Anche la rivista Money ha più volte riconosciuto Foster City come uno dei "migliori luoghi per vivere".

## Geografia
Secondo lo United States Census Bureau, la città ha un'area totale di 19,8 km², dei quali 3,8 km² è terraferma e 16,1 km² è coperto dall'acqua. La superficie totale è coperta per l'81,07% da acqua.

## Clima
Foster City, come molte parti della penisola, ha un clima mediterraneo, con estati calde e asciutte, e inverni freddi e umidi. Il mese più caldo è luglio, con una temperatura media diurna di 27,11 °C e una temperatura media notturno di 12,78 °C, mentre il mese più freddo dell'anno è dicembre, con una temperatura media diurna di 13,89 °C e una temperatura media notturna di 3,67 °C.

## Governo
Nella legislatura statale della California, Foster City è nel 13º distretto del Senato Statale della California, rappresentata dal democratico Kevin Mullin.
Alla Camera dei rappresentanti, Foster City è nel 14º distretto congressuale, rappresentata dalla democratica Jackie Speier.
A dicembre 2017, il sindaco di Foster City è Sam Hindi e il suo vice-sindaco è Gary Pollard. Hindi è il primo sindaco palestino-americano nella storia della California.